# Алабама (линеен кораб, 1942)
Алабама (на английски: USS Alabama (BB-60)) е линеен кораб на САЩ. Четвъртият, последен, линкор от типа „Саут Дакота“.
„Алабама“, наречен още „Късметлията“, е линкор, построен по време на Втората световна война. „Алабама“ е шестият кораб във военноморския флот на САЩ, наречен в чест на едноименния щат, и един от двата линкора на типа „Саут Дакота“, превърнати в кораби-музеи.
По време на Втората световна война „Алабама“ изначално влиза в Атлантическия флот, след което е изпратен в Тихия океан. Линкорът е изваден от състава на действащия флот през 1947 г. и преместен в резерва. През 1962 г. корабът е отписан от флота. През 1964 г. линкорът „Алабама“ е преместен в залива Мобил на крайбрежието на щата Алабама, и през следващата година е открит за посещение като кораб-музей. Съда е включен в Националния регистър на Историческите забележителности през 1986 г.

## История на службата
„Алабама“ завършва цикъла на бойна подготовка в края на 1942 г. След това линкорът се занимава с прикритието на самолетоносача „Рейнджър“ (USS Ranger (CV-4)) по време на неговите операции в Атлантика. От 2 април до 1 август 1943 г. „Алабама“ заедно със „Саут Дакота“ и пет разрушителя влиза в състава на съединението TF.22, придадено към британския Флот на метрополията. През юли 1943 г. линкорът взема участие в рейда към крайбрежието на Норвегия, цел на който е отвличането на немците от десанта в Сицилия. След това преминава ремонт и модернизация в Норфолк.
Със завършването на ремонта „Алабама“ е изпратен в Тихия океан, пристигайки на 14 септември 1943 г. на Новите Хебриди, и е включен в състава на съединението TG.58.7. Съвместно със „Саут Дакота“ организационно съставя девета дивизия линкори. Взема участие в операциите по превземането и обстрела над островите в Тихия океан. От 19 ноември до 9 декември 1943 г. линкорът участва в превземането на островите Гилбърт. На 8 януари 1944 г. обстрелва Науру. От 26 януари до 4 февруари 1944 г. се занимава с обстрел над островите Рои Намюр и Куаджалин. От 16 до 17 февруари се занимава с прикритието на авионосния рейд над Трук, а от 21 до 22 февруари над Сайпан, Тиниан и Гуам. В нощта на 22 февруари, в резултат на неизправност, една от 127-мм установки изстрелва снаряд към друга кула. „Алабама“ получава повреди, 5 души са убити и 11 получават рани. От 8 март до 9 април 1944 г. линкорът участва в рейда над островите Палау, Яп, Волеаи. На 29 март сваля своя първи самолет. В състава на бързоходното авионосно съединение TF.58 взема участие в операциите на Нова Гвинея, Трук, Марианските острови. На 12 юни 1944 г. обстрелва Сайпан. От 19 до 20 юни 1944 г. „Алабама“ участва в сражението във Филипинско море, първи засичайки подхождащите японски самолети на дистанция 190 мили. През юли 1944 г. се занимава с прикритието на десанта на Гуам, през септември прикрива авионосното съединение по време на ударите по Каролинските острови, Палау, Себу, Лейте. През октомври 1944 г. прикрива рейда над Окинава, Лусон и Формоза. От 24 до 26 октомври, в състава на охраната на самолетоносача „Ентърпрайз“, взема участие в битката в залива Лейте. До края на годината продължава да осигурява прикритието на авионосното съединение. На 18 декември 1944 г. по време на тайфун са отмити зад борда хидросамолет и катер, линкорът получава повреди. От 12 януари до 17 март 1945 г. се намира в ремонт в Пюджент Саунд, Бремертън.
На 28 април 1945 г. „Алабама“ се връща в състава на съединението TF.58, пристигайки на атола Улити. В състава на авионосното съединение действа до края на войната. По време на рейда над Окинава сваля два самолета. Взема участие в авиационните рейдове над японските острови, обстрелвайки от 18 до 19 юли цели в района на Токио. На 5 септември линкорът пристига в Токийския залив. След края на войната участва в операцията по прехвърляне на войските „Меджик Карпет“, доставяйки на 15 октомври в Сан Франциско 700 демобилизирани. За времето на войната получава 9 бойни звезди. На 9 февруари 1947 г. „Алабама“ е изваден в резерв, в Сиатъл. На 1 юни 1962 г. е изключен от списъците на флота, на 16 юни е предан в собственост на щата Алабама. На 14 септември 1964 г. е поставен, в качеството на мемориал, в град Мобил. Мемориалът действа и понастоящем.

## В културата
- На борда на кораба преминават снимките на филма „Под обсада“. Корабът изпълнява ролята на линкора „Мисури“ (USS Missouri (BB-63)).

## Коментари
1. ↑  Всички данни са към момента на влизането в строй.